# Psychoda caudata
Psychoda caudata és una espècie d'insecte dípter pertanyent a la família dels psicòdids.

## Descripció
- Les antenes presenten 16 segments.[5]

## Distribució geogràfica
Es troba a les illes de Borneo, Mindanao (les illes Filipines) i Nova Guinea.